# Urnularia
Urnularia é um género botânico pertencente à família Apocynaceae.